# Kelvin Burt
Pour les articles homonymes, voir Burt.
Pas d'image ? Cliquez ici
Kelvin Burt, né le 7 septembre 1967 à Birmingham (Angleterre), est un pilote britannique.

## Biographie
Après avoir commencé sa carrière de pilote automobile à l'école Jim Russell Racing Drivers, Burt se tourne vers le championnat de Formule Ford en 1989, où il s'incline pour le titre face à David Coulthard. En 1990, il participe à deux courses du championnat britannique des voitures de tourisme pour le compte de BMW, puis remporte le championnat 1991 de Formule Vauxhall Lotus. L'année suivante, il obtient le titre de champion britannique de Formule 3 avec l'écurie Paul Stewart Racing en ayant remporté neuf victoires.
En 1994, l'écurie de Formule 1 Jordan Grand Prix nomme Burt pilote essayeur et envisage de le titulariser pour la saison 1995, mais l'équipe irlandaise préfère conserver Rubens Barrichello et Eddie Irvine. En 1996, il devient pilote d'essais pour le compte de l'équipe Arrows.
Burt effectue en 1995 sa première saison complète dans le championnat britannique des voitures de tourisme, remplaçant Andy Rouse au sein de l'écurie Ford et termine huitième, juste derrière son expérimenté coéquipier Paul Radisich, avec une victoire à Snetterton. L'année suivante, il rejoint Volvo en 1996 et 1997, mais est dominé par Rickard Rydell et ne gagne qu'une course, à Silverstone. Il part alors au Japon pendant trois ans où il connaît le succès en championnat de supertourisme. En 2003, il prend part aux 24 Heures du Mans, avec Anthony Davidson et Darren Turner, au volant d'une Ferrari 550 GTS Maranello mais l'équipage abandonne en course.